# Диего де Алкала
Свети Диего де Алкала (на испански: San Diego de Alcalá или San Didacus de Alcalá) е светец на католическата църква, канонизиран през 1588 година.
Ражда се в бедно семейство и от малък обича да се усамотява. През 1442 година е изпратен като мисионер на Канарските острови, откъдето се връща обратно в Испания през 1449. През 1450 година е изпратен в Рим, където има епидемия, много от неговите братя в ордена загиват, докато той работи до изтощение, за да се грижи за тях.
Завръща се обратно в Испания, където остава до смъртта си.
Себастиян Вискаино кръщава града Сан Диего, Калифорния, САЩ на негово име.